# Langelot sur l'Île déserte
Langelot sur l'Île déserte est le vingt-septième roman de la série Langelot, écrite par le Lieutenant X, pseudonyme de Vladimir Volkoff. Paru pour la première fois en 1977 dans la Bibliothèque verte, le roman constitue le premier volet d'une tétralogie mettant en scène le traître Cordovan :
- Langelot sur l'Île déserte,
- Langelot et le Plan Rubis,
- Langelot passe à l'ennemi,
- Langelot gagne la dernière manche.

Ce roman connaît aussi une suite dans le roman Langelot et le commando perdu au cours duquel Langelot retrouvera Liane Dotrante.

## Personnages
- Langelot (« Jérôme Blanchet ») : jeune officier, agent secret du SNIF, 1,68 mètre, « traits menus mais durs ».
- Liane Dotrante : jeune femme, patriote à l'esprit vif et ironique.
- Les cinq membres de l'équipe scientifique « Atropos » installée à Paramotou :
  - Henri Le Goffic : breton, spécialiste des transmissions et chanteur amateur de La Paimpolaise.
  - Lieutenant Gaston Planacassagne : officier de sécurité.
  - M. Barberet : océanographe.
  - M. Porticci : polytechnicien, spécialiste des carburants, disciple du professeur Roche-Verger, chef de la mission « Atropos ».
  - Madeleine Therrien : secrétaire, veuve d'un officier français.
- Le professeur Étienne Saturnin : anthropologue, farfelu.
- Lieutenant Béthancourt : officier parachutiste.
- Saint-Acheul : perroquet nommé par référence au Jardin archéologique de Saint-Acheul.
- Jules : serpent python, qui serait ami des Français.

## Résumé

### Début de mission à Oboubou
Le SNIF envoie Langelot en mission sous l'identité de Jérôme Blanchet. Dans l'île fictive d'Oboubou, située près d'Atuana, il doit acheter un voilier pour se rendre à Honolulu, dans l'archipel Hawaï : censé être un jeune amoureux idéaliste, il doit prouver à sa fiancée qu'il est un vrai marin. Derrière cette fiction, Langelot a pour but de s'échouer volontairement près de l'île de Paramotou, de l'aborder en naufragé et d'y rester plusieurs jours en compagnie des scientifiques qui y font des expériences. Dont les résultats sont connus d'un pays ennemi. Troisième enquêteur sur place, Langelot doit identifier laquelle des cinq personnes est le traître.
Dans le plus grand secret, une équipe française s'est installée à Paramotou, une petite île fictive de Polynésie française. Elle y réalise des expériences scientifiques, pour mettre au point un nouveau propergol pour des "engins mer-mer". En dépit des précautions prises, les services secrets français savent que des « fuites » ont eu lieu : il est possible que l'un des cinq membres de l'expédition scientifique soit le traître.

### Échouage à Toupatou
Manœuvrant le petit voilier La Fougasse, Langelot commence la navigation de son long voyage. Il arrive aux abords d'une île qu'il croit être Paramotou et s'échoue volontairement.
Quittant le navire, il entend appeler au secours. Il s'agit d'une jeune femme, Liane, embarquée clandestinement dans La Fougasse. Langelot l'aide à sortir du caisson dans laquelle elle s'est cachée et ils évacuent le navire qui sombre. Tous deux accostent sur le rivage. Explorant l'île, ils se rendent à l'évidence : ils ne sont pas à Paramotou, mais à Toupatou. Pressé de questions par Liane, Langelot estime plus simple de lui révéler la vérité sur sa mission, sans avouer sa véritable identité. Liane, dubitative, ne cesse de se moquer de lui.
Ils font la connaissance d'un anthropologue, le professeur Saturnin, qui conduit une expérience de survie individuelle sous les latitudes équatoriales.
Le professeur Saturnin leur signale que Paramotou est située à quinze mille nautiques plus au nord de Toupatou. Langelot et Liane, grâce aux outils de secours prêtés par Saturnin, confectionnent en moins d'une journée un radeau de fortune. Ils prennent de nouveau la mer.

### Arrivée à Paramotou
Langelot et Liane rejoignent donc Paramotou. Dans l'île en forme caractéristique de guitare, ils sont accueillis froidement par les membres de l'équipe : deux scientifiques, un radio, une secrétaire et un officier de sécurité. Ceux-ci sont en effet très contrariés par l’arrivée inattendue des deux naufragés. Ils s'empressent de contacter le centre de commandement afin que l'hydravion, qui ravitaille l'île toutes les semaines, vienne récupérer les deux jeunes gens dès le lendemain. Peine perdue ; l'hydravion, annoncé comme avarié, ne pourra pas venir avant plusieurs jours. Il s'agit d'un coup monté par le SNIF pour donner à Langelot le temps de mener son enquête.

## Autour du roman
- Le capitaine Jacques Corsetier, dit Cordovan, qui est mentionné pour la première fois, sans apparaître, trompe le lieutenant Planacassagne en se présentant comme le chef de la Section Élimination de la Sécurité Militaire (page 184). "Il appartenait au Deuxième Bureau" (page 187) avant de "passer au service de l'étranger" (il est qualifié de déserteur) en l'occurrence, le pays désigné comme 4584 ou Pays Noir.
- Il existe une Direction de la Sécurité Militaire en France, du 5 avril 1961 au 20 novembre 1981.
- En 1977, date de parution du roman, le Deuxième Bureau n'est plus le service de renseignement français de référence, ayant pratiquement disparu en 1939[1].
- La fuite d'informations militaires confidentielles, émanant de fonctionnaires, constitue le thème central du roman.
- Atuona, aux îles Marquises est orthographié "Atuana" dans le roman (page 10 de l'édition Hachette de 1977).
- Le capitaine Montferrand, chef direct de Langelot paraît peu dans ce roman. Le traditionnel briefing durant lequel Langelot reçoit informations, ordres et conseils apparaît tardivement dans le récit[2].
- "L'Estérel" est un apéritif fictif à base de vin et d'orange, à la mode localement. Il s'apparente aux vermouths ou aux quinquinas.
- Le roman mentionne le paléoanthropologue Robert Ardrey (1908-1980), cité sous la forme de "Robert Adrey" (page 58), qui a formulé la thèse que l'histoire humaine se résumerait à l'histoire de l'art de tuer.
- Un cordovan est une sorte de cuir de couleur brun-rouge.
- Atropos est le nom de l'une des trois divinités grecques du destin, avec Clotho et Lachésis. Les essais nucléaires français souterrains en Polynésie, à partir de 1975, portent tous des noms de héros grecs.
- Des pythons circulent dans la jungle de l'île de Paramotou, dont Jules. Les îles Marquises n'abritent aucun serpent[3],[4].
- À la capitainerie du port, le correspondant du SNIF aide Langelot. Il sera assassiné dans le roman Langelot et le commando perdu (1985).